# Szilágyi család

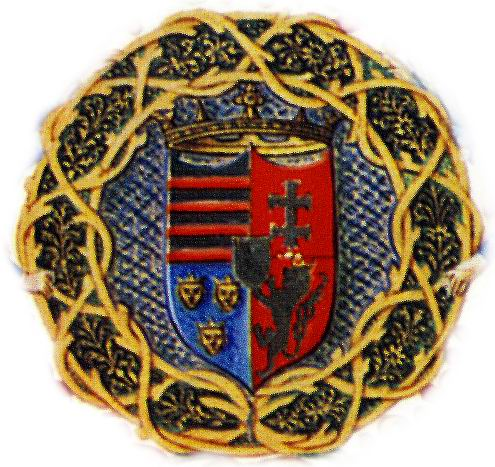
Szilágyi Mihály Magyarország régense címere

A horogszegi Szilágyiak fontos kihalt magyar főnemesi család, a Magyar Királyság, illetve Erdély területén.

## Történelem
A Szilágyi család a Szilágyságból származik (ma Județul Sălaj néven Románia része).
A legtöbb szakember egyetért abban, hogy a család kihalt a középkorban. Leányági leszármazottaik Nyírgelse, Nyírmihálydi és Nyíregyháza (Szabolcs-Szatmár-Bereg megye) településeken élnek.[forrás?]

## A család jelentős tagjai

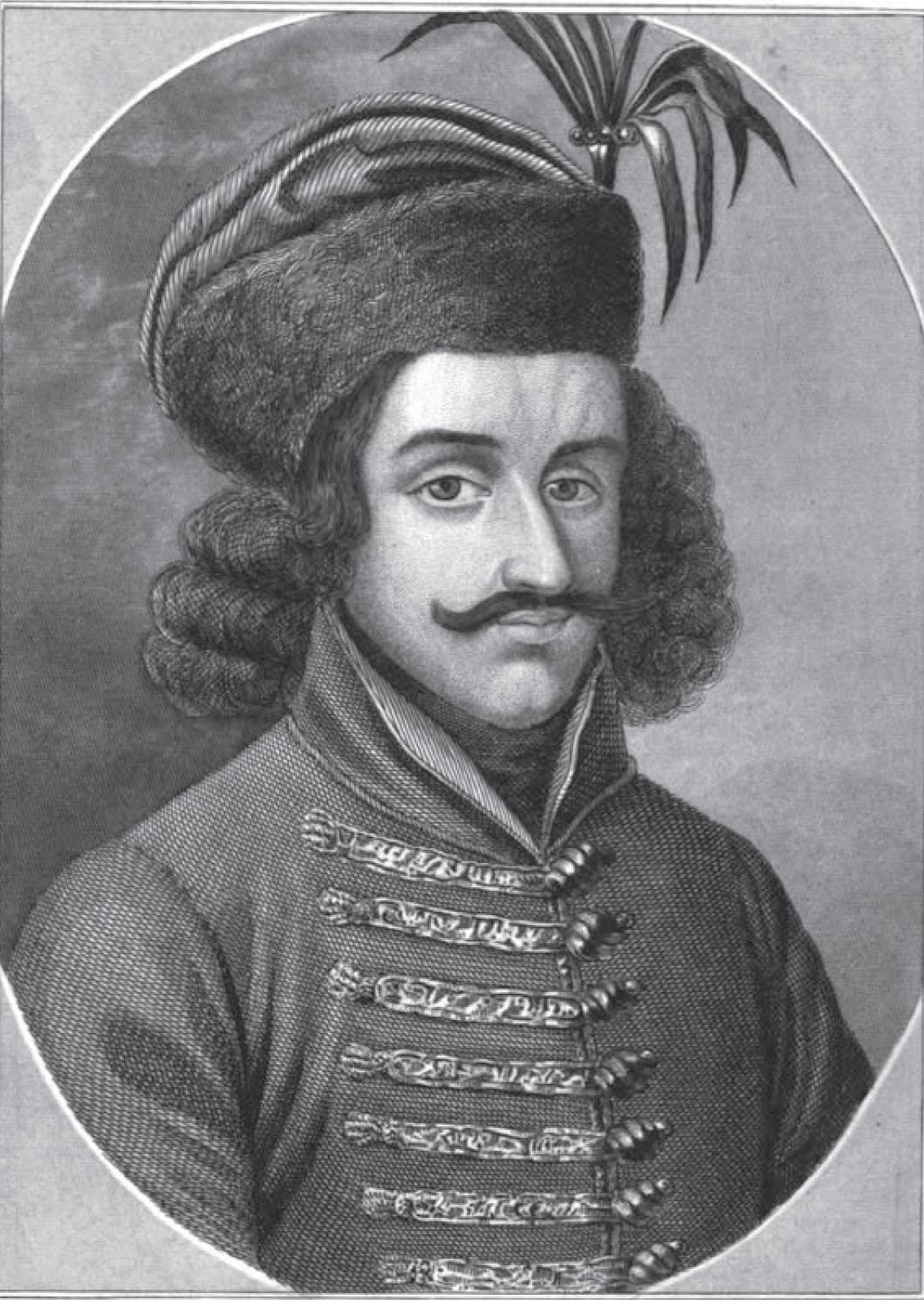
Szilágyi Mihály régens, erdélyi vajda

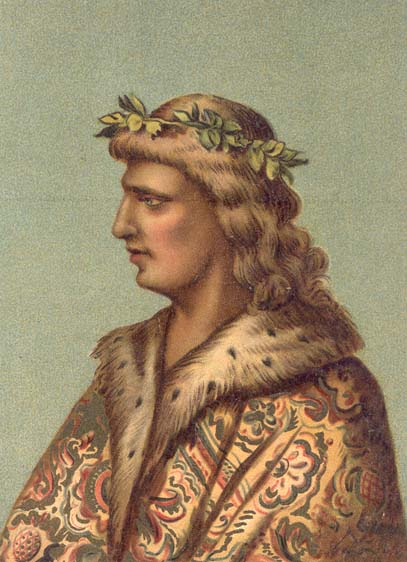
Mátyás király

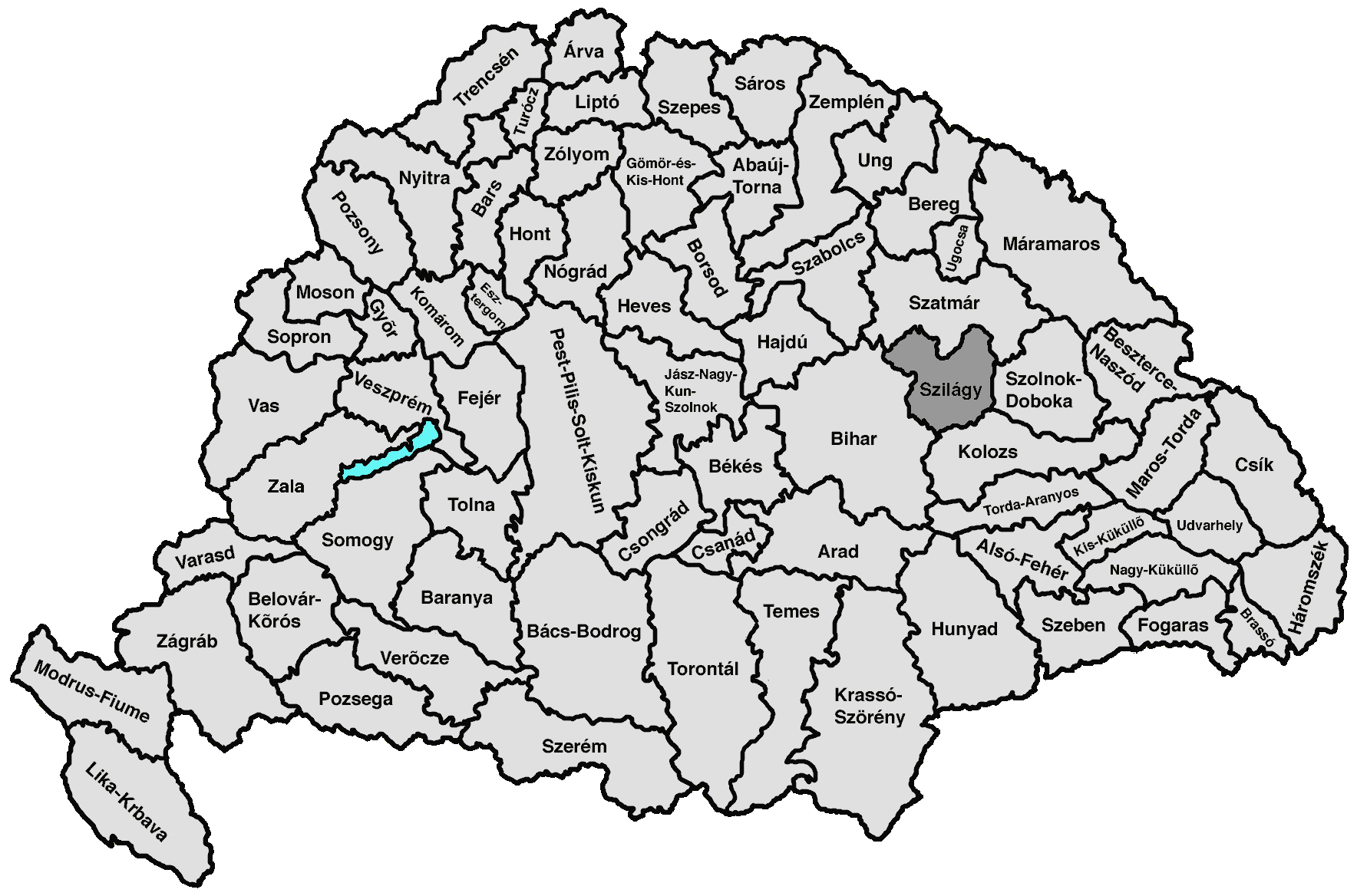
Szilágy vármegye a Magyar Királyság 19. századi térképén

Sălaj County Románia térképén

- Szilágyi László a bradicsi vár kapitánya
- Szilágyi Mihály (1400–1460) a Magyar Királyság régense, erdélyi vajda, macsói bán
- Szilágyi Jusztina, III. Vlad havasalföldi fejedelem második felesége
- Szilágyi Erzsébet I. Mátyás magyar király édesanyja
- Szilágyi Orsolya, Rozgonyi János, erdélyi vajda, országbíró neje
- Szilágyi Zsófia vingárti Geréb Péter,[3] erdélyi alvajda felesége
- Szilágyi Margit (Erzsébet) Maróti Máté (Mátyus) macsói bán, Bács, Baranya, Bodrog, Syrmia, Tolna, Valkó vármegyék főispánja neje[4]

### A család címerei

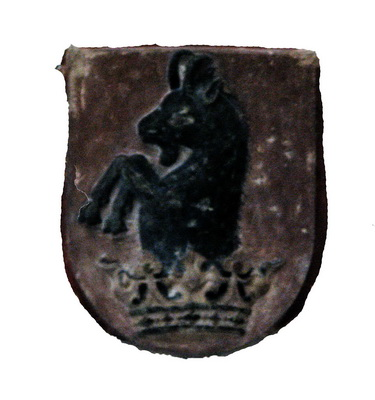
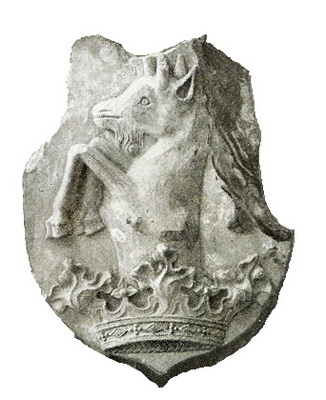
A Garázda nemzetség címerének egyik változata
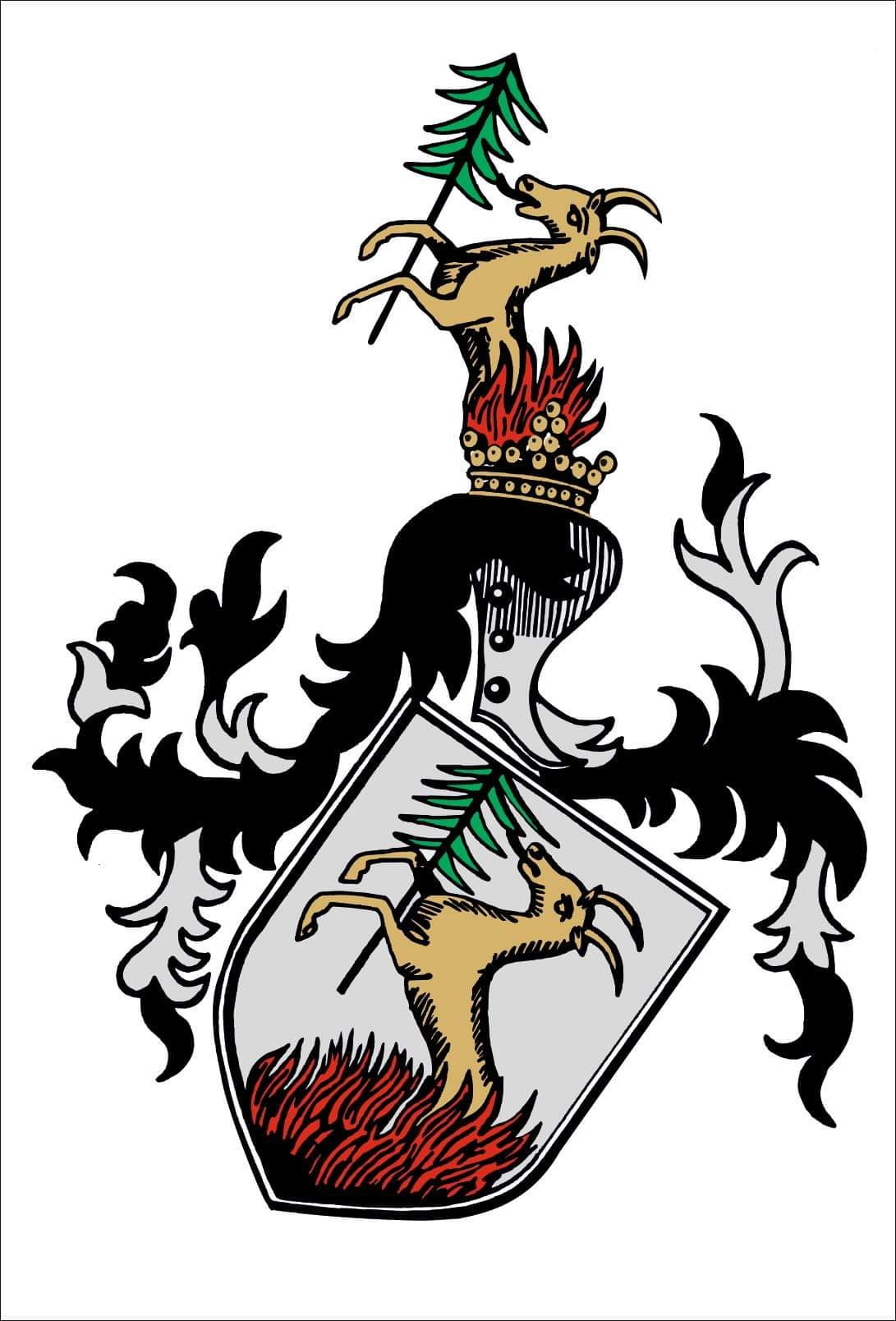
A Garázda nemzetség címerének másik változata

## Fordítás
Ez a szócikk részben vagy egészben  a   House of Szilágyi című angol Wikipédia-szócikk ezen változatának fordításán alapul.  Az eredeti cikk szerkesztőit annak laptörténete sorolja fel. Ez a jelzés csupán a megfogalmazás eredetét és a szerzői jogokat jelzi, nem szolgál a cikkben szereplő információk forrásmegjelöléseként.